# Policier (film)
Pour les articles homonymes, voir Policier (homonymie).
Pour plus de détails, voir Fiche technique et Distribution.
Policier (Poliziotti) est un film policier franco-italien réalisé par Giulio Base et sorti en 1995.
Le film s'inspire d'un fait divers que Pier Paolo Pasolini a chroniqué le 18 juillet 1975, quelques mois avant sa mort, en signant un article dans le Corriere della Sera : un policier, Vincenzo Rizzi, s'était suicidé après avoir laissé s'échapper un policier,. Pasolini reprendra le même thème dans un article d'Il Mondo le 7 août 1975.

## Synopsis
Andrea est un jeune policier à son poste deux ans. Un jour, dans le train qui le conduit à la préfecture de police de Turin, il rencontre un collègue, Lorenzo Ferri dit « Lazzaro », un policier aux méthodes peu orthodoxes mais au grand cœur, et une amitié naît rapidement entre eux. Andrea est chargé de surveiller Sante Carella, un criminel hospitalisé.
Alors que « Lazzaro » est en route pour arrêter un trafiquant notoire, avec l'intention réelle de le tuer pour se venger de la mort de son frère, décédé d'une overdose un an plus tôt, Carella, au cours de la même nuit, parvient habilement à convaincre Andrea de le laisser l'escorter hors de l'hôpital pour rencontrer sa femme, en prétendant qu'il ne la reverra peut-être plus jamais après sa convalescence. Carella, cependant, s'enfuit et Andrea, malgré la pression des dégâts considérables causés, se suicide en se tirant une balle. Lazzaro entame alors une implacable chasse à l'homme pour se venger.

## Fiche technique
- Titre français : Policier[3]
- Titre original : Poliziotti[4]
- Réalisation : Giulio Base
- Scénario : Franco Ferrini, Maurizio Ponzi, Giulio Base
- Photographie : Dante Dalla Torre
- Montage : Claudio Di Mauro (it)
- Musique : Oscar Prudente (it)
- Effets spéciaux : Giovanni Corridori (it)
- Décors : Francesco Priori
- Production : Vittorio Cecchi Gori, Rita Cecchi Gori, Jean-François Lepetit
- Sociétés de production : Cecchi-Gori Group, Tiger Cinematografica, CGC Leopard, Numero Cinque, Flach Film
- Pays de production :  Italie -  France
- Langue originale : italien
- Format : couleurs - 2,35:1 - Son Dolby Digital
- Genre : film policier
- Durée : 89 minutes
- Dates de sortie : 
  - Italie : 10 février 1995
  - France : 7 août 1996

## Distribution
- Claudio Amendola : Lorenzo Ferri, dit « Lazzaro »
- Kim Rossi Stuart : Andrea
- Michele Placido : Sante Carella
- Roberto Citran : Guido
- Nadia Farès : Stella
- Luigi Diberti : Berardi
- Fulvio Milani : Aureli
- Stefania Rocca : Valeria
- Luigi Di Fiore : Jamaïque
- Franco Diogene : Lapin
- Giulio Donnini : Vieil homme
- Donato Placido : compagnon de cellule
- Franco Pistoni : camé
- Daniela Di Bitonto : infirmière
- Tony Brennero : homme de la maison de jeu
- Carlo di Maio : Vampire
- Fabrizio Camponeschi : Femminiello
- Walter da Pozzo : Brusco
- Mario Aterrano : Cantu'